# Tito Tazio
(Quinto Ennio)
Tito Tazio (latino: Titus Tatius; Cures Sabini, ... – Lavinio, 745 a.C. circa) è stato un sovrano curita sabino, poi re di Roma; governò per 5 anni insieme a Romolo.
Nella mitologia Tito Tazio è stato un leggendario re della città Cures Sabini nella valle del Tevere. Poiché co-regnò assieme a Romolo, e per soli cinque anni, egli non è generalmente incluso nella cronotassi dei sette re di Roma. Tito Tazio divenne re come conseguenza dell'episodio del ratto delle Sabine  ed era l'ottavo re di Roma. 

## Vita
Di Tito Tazio si sa piuttosto poco: figura ancora più antica e oscura di Romolo, si è ritenuto fosse l'eponimo della tribù dei Tities mentre altre fonti hanno azzardato l'ipotesi che fosse in origine un'antichissima divinità, successivamente umanizzata.
Secondo quanto narrato da Tito Livio in Ab Urbe condita libri, Romolo dopo la fondazione di Roma accolse i reietti delle vicine città in un rifugio sull'Asylum, la sella posta tra l'Arx e il Capitolino propriamente detto. Cento fra questi furono i primi Padri Fondatori (patres) o patrizi. Il fatto che l'Asylum fosse riservato agli uomini, spostò l'equilibrio numerico fra i due sessi e i giovani romani, dopo essere stati respinti dai genitori delle fanciulle delle città vicine, organizzarono il ratto delle Sabine. L'organizzazione fu dello stesso Romolo. Il re dei Romani,
(Livio, I, 9, trad. di G. D. Mazzocato)
Il rapimento delle fanciulle da parte dei giovani romani scatenò le guerre con i centri vicini. Qui si cominciano a notare le capacità di Tito Tazio che Livio cita per la prima volta come regem Sabinorum, ovvero "re dei Sabini" riferito alla città di Cures nella valle del Tevere.

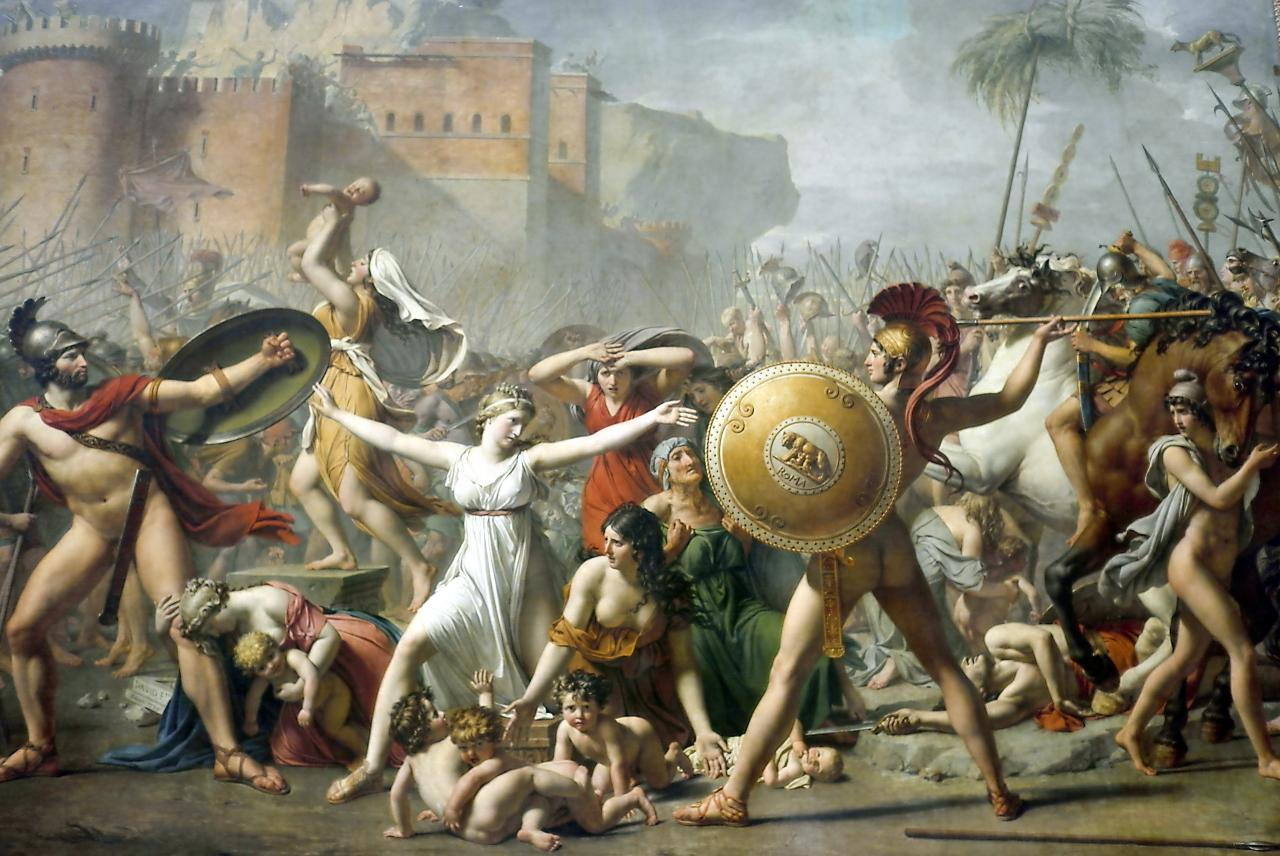
Le Sabine di Jacques Louis David, Parigi, Museo del Louvre.

Mentre i Romani sconfiggono i Ceninensi, gli Antemnati e i Crustumini, Tazio trattenne i Curensi Sabini facendo mostra di voler risolvere la questione con calma.
Tazio corruppe una vergine Vestale, Tarpeia, figlia del comandante della rocca Spurio Tarpeio, e conquistò il Campidoglio. Nella successiva battaglia, ancora una volta Tazio si tenne in disparte. L'eroe della giornata è il Curense Sabino Mettio Curzio, il cui nome verrà dato al Lacus Curtius, sito occupato ora dal Foro Romano. Le eroine sono le Sabine rapite che si gettano fra i contendenti e li fermano supplicando di "non spargere - suoceri e generi - empio sangue, a non macchiare con un parricidio i loro nati, nipoti per quelli, figli per questi."
Il termine latino partus potrebbe indicare che i Romani abbiano già avuto figli da queste donne, quindi che Tito Tazio abbia lasciato passare un bel po' di mesi, probabilmente almeno un anno, per scatenare la vendetta, ma anche che i figli non siano ancora nati, quindi che la vendetta si sia scatenata solo dopo breve tempo. Non conosciamo la stagione in cui avvenne il ratto (le campagne militari non potevano, per ragioni climatiche, di equipaggiamento e di alimentazione, svolgersi nelle stagioni autunnale ed invernale), perciò possiamo solo formulare ipotesi non suffragate da alcun dato certo.
Però, se per Tazio la conclusione della vicenda non è quella sperata, accettò di buon grado la pace.

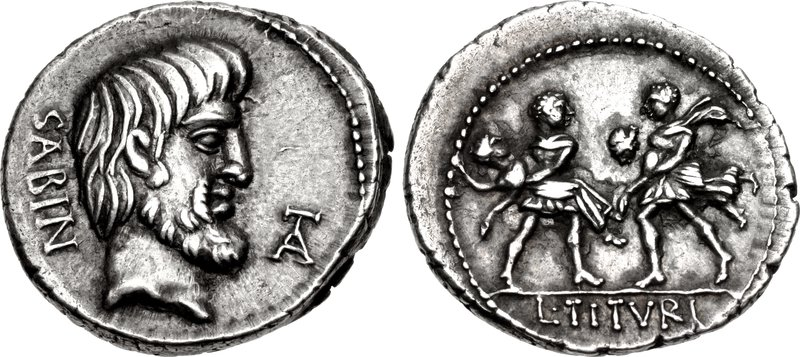
Denario romano dell'89 a.C. Raffigurati Tito Tazio e il ratto delle Sabine.

Tazio si stabilì con il popolo sabino sul Quirinale mentre i Romani rimasero sul Palatino e sul Campidoglio.  In seguito all'unione del popolo romano con quello dei Quiriti, Roma ebbe due sovrani che presiedevano una sorta di monarchia collegiale. La prima popolazione romana venne quindi suddivisa in diverse tribù e trenta curie composte da gruppi familiari. Tito Tazio e Romolo contribuirono all'unificazione dei colli del Quirinale e del Celio e all'ammodernamento dei primi rudimentali insediamenti.
Ma Tazio fu anche, indirettamente, la causa di una minaccia di guerra con i Laurenti, gli abitanti di Laurentum. Qualche anno dopo la composizione del regno, infatti, alcuni parenti di Tazio maltrattarono gli ambasciatori dei Laurenti che fecero appello al diritto delle genti. Tazio non se ne diede per inteso e, pur in qualità di re, appoggiò i consanguinei. Il castigo divino non tardò a venire: mentre era a Lavinio, intento a un solenne sacrificio fu sorpreso dagli avversari e ucciso. Anche in questo caso, come un dantesco contrappasso, il diritto delle genti non venne onorato. E Livio, I, 14, conclude affermando:

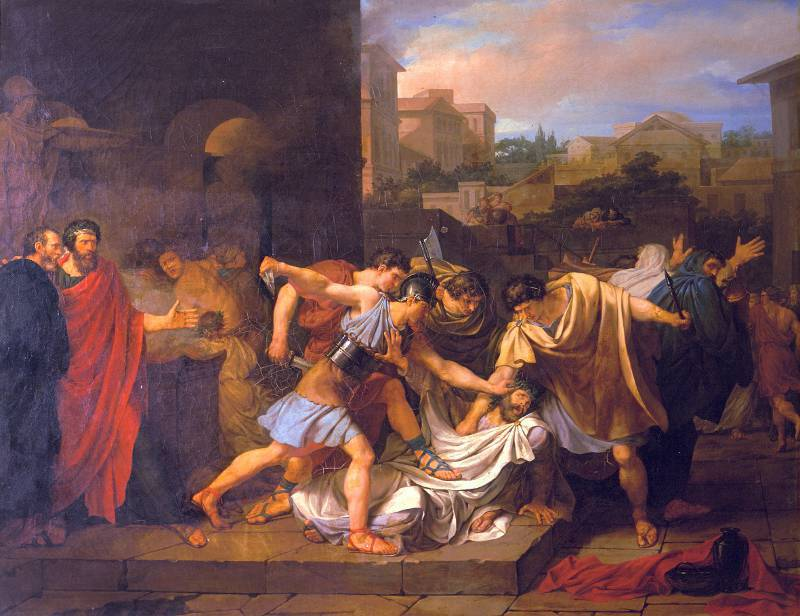
La morte di Tito Tazio in un dipinto di Jacques Réattu presso il Museo di Arles

Dopo la morte, il corpo di Tazio fu riportato a Roma e sepolto sul colle Aventino. La sua tomba si trovava all'interno di un bosco sacro di allori (Loretum), situato nell'area dell'attuale piazza Giunone Regina. La figlia di Tito Tazio, Tazia, sposò il successivo re di Roma Numa Pompilio.